# Grecja na Letnich Igrzyskach Olimpijskich 1996
Grecję na Letnich Igrzyskach Olimpijskich 1996 reprezentowało 121 zawodników, 87 mężczyzn i 34 kobiety.

## Zdobyte medale
| Medal  | Zawodnik              | Dyscyplina           | Konkurencja                          | Rezultat  |
| ------ | --------------------- | -------------------- | ------------------------------------ | --------- |
| Złoto  | Joanis Melisanidis    | Gimnastyka           | Ćwiczenia wolne na podłodze mężczyzn | 9,950 pkt |
| Złoto  | Nikolaos Kaklamanakis | Żeglarstwo           | Klasa Windsurfing mężczyzn           | 73,0 pkt  |
| Złoto  | Piros Dimas           | Podnoszenie ciężarów | Kategoria do 83 kg mężczyzn          | 392,5 kg  |
| Złoto  | Akakios Kachiaswilis  | Podnoszenie ciężarów | Kategoria do 99 kg mężczyzn          | 420,0 kg  |
| Srebro | Niki Bakojani         | Lekkoatletyka        | Skok wzwyż kobiet                    | 203 cm    |
| Srebro | Leonidas Sambanis     | Podnoszenie ciężarów | Kategoria do 59 kg mężczyzn          | 305,0 kg  |
| Srebro | Walerios Leonidis     | Podnoszenie ciężarów | Kategoria do 64 kg mężczyzn          | 332,5 kg  |
| Srebro | Leonidas Kokas        | Podnoszenie ciężarów | Kategoria do 91 kg mężczyzn          | 390,0 kg  |